# Station Boekelo
Station Boekelo (afkorting: Bko) is gelegen in Boekelo (Enschede) aan de door de Geldersch-Overijsselsche Lokaalspoorweg-Maatschappij aangelegde en in 1884 geopende spoorlijn Winterswijk – Hengelo. In 1885 kwam de lijn van Boekelo naar Enschede gereed. De doorgaande treinen reden veelal naar Enschede Noord, zodat voor Hengelo in Boekelo moest worden overgestapt.

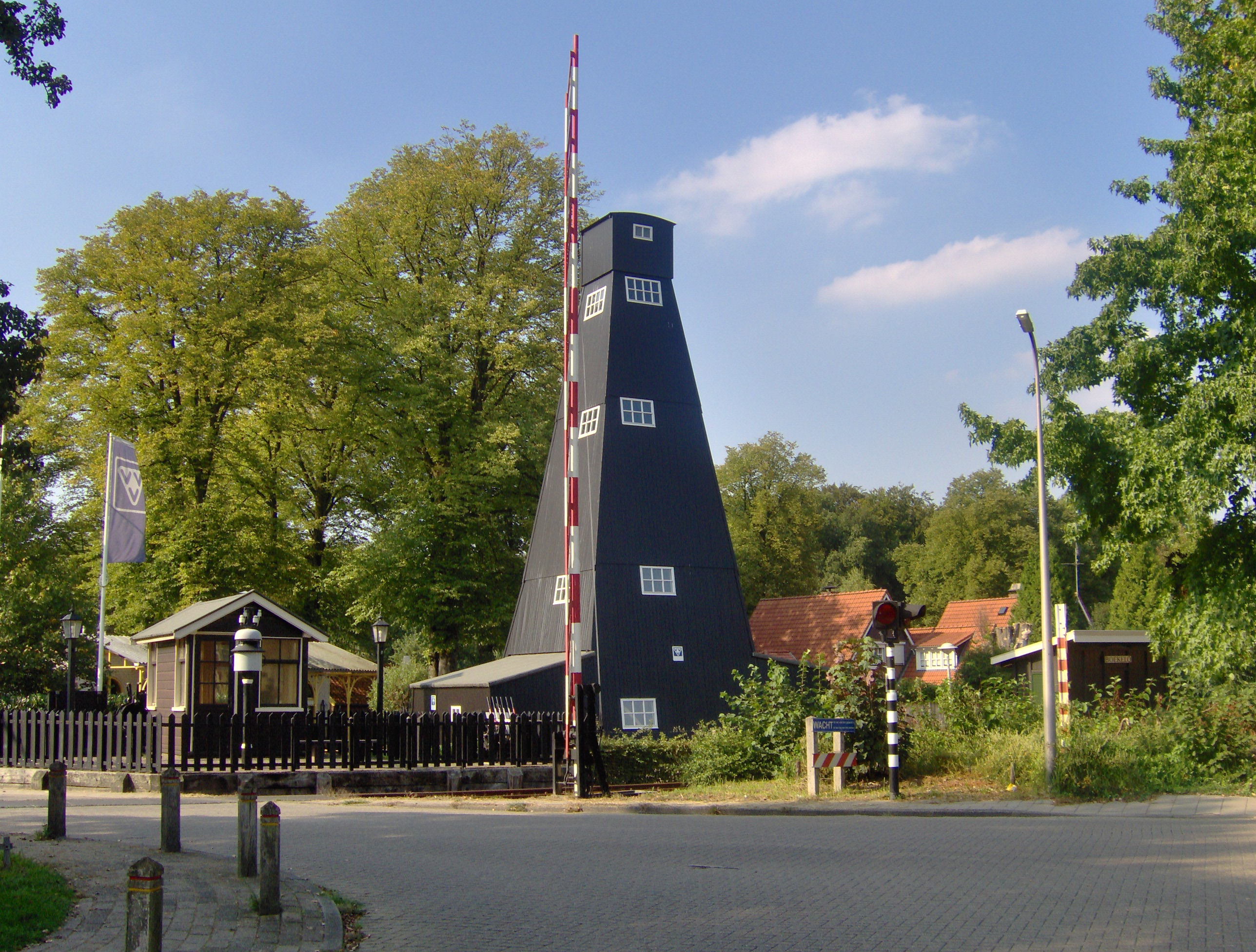
Tegenover station Boekelo staat een historische zoutwinningstoren.

Tegenwoordig is het station in gebruik bij de Museum Buurtspoorweg (MBS) Haaksbergen – Boekelo. Deze spoorlijn behoort tot de laatste restanten van het GOLS-spoorwegnet.
Het station (van het type GOLS-klein) dateert uit 1883 en werd 1906 en 1911 vergroot. De Boekelosche Stoombleekerij had een eigen spooraansluiting in Boekelo. Vanuit Boekelo vertrokken treinen richting Haaksbergen, Hengelo en Enschede. Na enkele uitbreidingen van het emplacement in 1899 en 1903 werd het in 1959 vereenvoudigd. Het station werd gesloten voor reizigersvervoer op 3 oktober 1937 en voor goederenvervoer op 28 mei 1972. Daarna werd het door de MBS in gebruik genomen.
Het stationsgebouw wordt nu particulier bewoond. De MBS heeft het emplacement in de afgelopen jaren aangepast in een eilandperron. Tevens is een wagenloods gebouwd.